# Ветин
Вижте пояснителната страница за други значения на Ветин.
Ветин (на немски: Wettin) е бивш град, днес част от град Ветин-Льобеюн в област Заале в Саксония-Анхалт, Германия.
Ветин се намира на дясния бряг на река Зале близо до Хале. Намира се около замък Ветин на площ от 27,18 km² и има 2355 жители (към 31 декември 2009)
За пръв път градът е споменат в документ през 961 г. като Civitas Vitin, от който произхожда рода на Ветините, даващ маркграфове, курфюрсти и крале на Саксония, Великобритания, Белгия, България и Полша. От 1680 г. градът принадлежи към Херцогство Магдебург.